# Animals (album)
 For alternative betydninger, se Animals. (Se også artikler, som begynder med Animals)
Animals er et konceptalbum af det engelske rockband Pink Floyd som blev udgivet d. 3 januar 1977 i Storbritannien og d. 2. februar i USA. Albummet havde stor succes i USA og nåede plads #3 på Billboard-albumhitliste. Animals blev dog mærket som en kritisk og kommerciel skuffelse i sammenligning med de forrige udgivelser The Dark Side of the Moon, og Wish You Were Here. Som et resultat på denne skuffelse var albummet kun på den amerikanske hitliste i et halvt år. Alligevel har det solgt en del og fået tildelt platinum af RIAA.

## Album-information
Animals er kendt som en af Pink Floyds mest dystre album.
Hver sang på albummet fortæller Pink Floyds opfattelse af klassedelingen i de kapitalistiske samfund:[kilde mangler] Grisene (sangen "Pigs (Three Different Ones)") er metafor for ejerne af større fabrikker (overklassen), og hvordan de (mis-)bruger deres magt. Hunde (sangen "Dogs") er de ubarmhjertige mænd, der sørger for, at virksomheden kan fungere (middel-- og overklassen), og fårene (sangen "Sheep") er arbejderne, der nu er trætte af at bære læsset, og som gør oprør (underklassen). 
Albummet cirkuleres med sine tre primære sange på hver over ti minutters spillelængde ("Dogs" endda på 17 minutter) af de to gladere sange "Pigs On The Wings" – Part 1 og 2.
Opdelingen af personerne i forhold til dyr er en reference til den litterære klassiker Kammerat Napoleon af George Orwell.[kilde mangler]

## Spor
Alle sangene er sunget af Roger Waters, med undtagelse af "Dogs", som blev sunget af David Gilmour og Waters.

### Original LP og CD
1. "Pigs on the Wing 1" (Roger Waters) – 1:25
2. "Dogs" (David Gilmour/Roger Waters) – 17:08
3. "Pigs (Three Different Ones)" (Roger Waters) – 11:28
4. "Sheep" (Roger Waters) – 10:20
5. "Pigs on the Wing 2" (Roger Waters) – 1:25

#### Side et
1. "Pigs on the Wing 1"
2. "Dogs"
3. "Pigs (Three Different Ones)" (Part et)

#### Side to
1. "Pigs (Three Different Ones)" (Roger Waters)
2. "Sheep"
3. "Pigs on the Wing 2"